# Storparakit
Storparakit (Psittacula eupatria), även kallad alexanderparakit, är en papegoja som lever i södra och sydöstra Asien.

## Utseende
Storparakiten är med en kroppslängd på 50–62 centimeter en mycket stor papegoja som i stort är en jätteversion av den nära besläktade halsbandsparakiten (Psittacula krameri). Likt denna är alexanderparakiten i stort sett helgrön med smala vingar och mycket lång smal stjärt. Den skiljer sig genom den mycket grövre röda näbben samt den rödaktiga inre framvingen som på sittande fågel ger den en rödbrun skulderfläck.

## Utbredning och systematik
Storparakit delas in i fem underarter med följande utbredning:
- Psittacula eupatria nipalensis – östra Afghanistan till Pakistan, norra Indien och Bangladesh
- Psittacula eupatria eupatria – södra Indien och Sri Lanka
- Psittacula eupatria magnirostris – Andamanerna och Nikobarerna
- Psittacula eupatria avensis – norra Myanmar och närliggande nordöstra Indien
- Psittacula eupatria siamensis – Thailand till Laos, Kambodja och Vietnam

Små populationer finns även i Belgien, Nederländerna, Tyskland och i Istanbul i Turkiet som härstammar från burfåglar som rymt, likaså även i Mellanöstern i Iran, Förenade arabemiraten och Qatar.

## Levnadssätt
Storparakit hittas i skogar, lundar, jordbruksområden och mangroveträsk från havsnivån upp till 900 meters höjd. Den lever av olika sorters frön, säd, knoppar, blommor, frukt och nötter. Fågeln ses vanligtvis i små flockar men kan bilda stora grupper i områden med stor födotillgång eller när den tar nattkvist.

### Häckning
Storparakiten häckar från november till april och bygger vanligen sitt bo i använda trädhål, men kan ibland häcka i en spricka i en byggnad eller gräva ut ett hål i ett träd på egen hand. Honan lägger två till fyra vita ägg som ruvas i genomsnitt i 24 dagar. Ungarna är flygga vid sju veckors ålder och är beroende av sina föräldrar tills de är tre till fyra månade gamla.

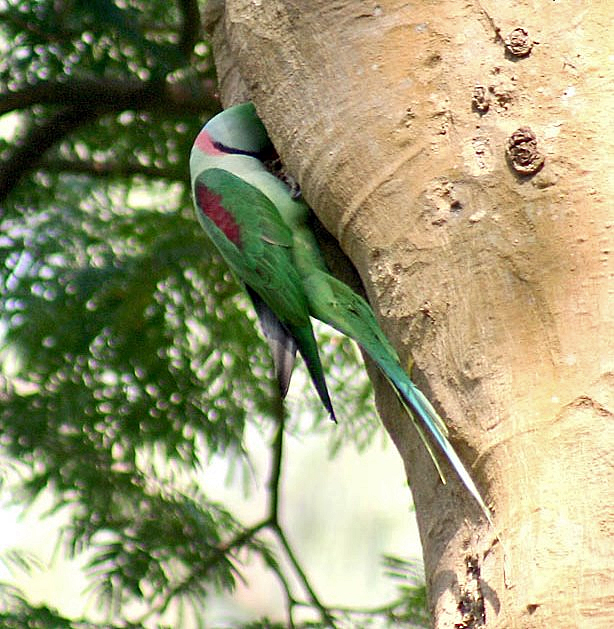
Hane vid ett bo i Kolkata, Indien.

## Status och hot
Arten har ett stort utbredningsområde men minskar relativt kraftigt i antal till följd av förföljelse, habitatförlust och fångst för vidare försäljning som burfåglar. Internationella naturvårdsunionen IUCN kategoriserar därför arten som nära hotad.

## Namn
Arten kallades tidigare alexanderparakit, syftande på Alexander den store som sägs ha exporterat stora antal parakiter från Punjab till europeiska länder där de ansågs vara statusföremål för adel, kungligheter och krigsherrar. BirdLife Sverige tilldelade den ett mer deskriptivt officiellt svenskt namn i juni 2025.